# Sepänsaari (ö i Södra Karelen, Imatra)
Sepänsaari är en ö i Finland. Den ligger i sjön Pihlajavesi och i kommunen Ruokolax i den ekonomiska regionen  Imatra ekonomiska region  och landskapet Södra Karelen, i den södra delen av landet, 240 km nordost om huvudstaden Helsingfors. Öns area är 17 hektar och dess största längd är 0,6 kilometer i öst-västlig riktning.